# Rete tranviaria di Orsk
La rete tranviaria di Orsk è la rete tranviaria che serve la città russa di Orsk.